# Coul Point

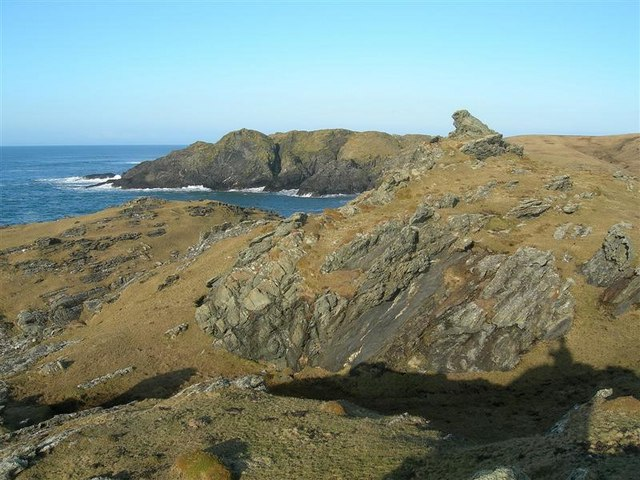
Coul Point

Coul Point ist ein Kap an der Westküste der Hebrideninsel Islay. Es markiert den nördlichsten Punkt der Halbinsel Rhinns of Islay und liegt etwa 13 km nördlich von Portnahaven. Die nächstgelegene Ortschaft ist die kleine Streusiedlung Kilchoman. Drei Kilometer westlich liegt mit Loch Gorm der größte See Islays. Das Kap ist an der Basis etwa 2,6 km breit und ragt maximal 1,6 km von der Landmasse der Insel in den Atlantischen Ozean hinein. Dabei trennt es die südlich gelegene Machir Bay von der Saligo Bay im Norden.

## Geschichte
Für Coul Point ist eine weit zurückreichende Besiedlungsgeschichte belegt. Der Fund eines Feuersteins, dessen Verwendung anhand der Radiokarbonmethode auf das 7. Jahrtausend vor unser Zeitrechnung datiert wird, zeigt die Anwesenheit steinzeitlicher Menschen. Im Jahre 1780 förderte das Pflügen der Äcker von Coul Farm einen spätbronzezeitlichen Goldschatz bestehend aus 36 Armreifen zu Tage. Auf der Anhöhe Cnoc Mòr befindet sich ein Cairn, der jedoch von Räubern schwer beschädigt wurde. Die vergleichsweise kleine Anlage durchmisst acht Meter und ist einen halben Meter hoch. Die Überreste eines Forts wurden auf einer erhöhten Landspitze oberhalb des Meeres gefunden. Die Anlage ist aber in der Literatur nicht näher beschrieben. 1941 erbeutete das britische Militär das deutsche U-Boot U 570. Auf dem Weg zur Verschrottung 1944 riss die Leine zwischen Schlepper und U-Boot und U 570 lief an Coul Point auf Grund. Teile des U-Boots liegen noch heute dort.